# Élections départementales de 2015 dans la Loire-Atlantique
Les élections départementales ont lieu les 22 et 29 mars 2015.

## Contexte départemental

### Assemblée départementale sortante
Avant les élections, le conseil général de la Loire-Atlantique est présidé par Philippe Grosvalet (PS). Il comprend 59 conseillers généraux issus des 59 cantons de la Loire-Atlantique. Après le redécoupage cantonal de 2014, ce sont 62 conseillers départementaux qui seront élus au sein des 31 nouveaux cantons de la Loire-Atlantique.
| Parti                                | Sigle | Sigle | Élus |
| ------------------------------------ | ----- | ----- | ---- |
| Majorité (36 sièges)                 |       |       |      |
| Parti socialiste                     |       | PS    | 28   |
| Divers gauche                        |       | DVG   | 5    |
| Cap21                                |       | Cap21 | 1    |
| Parti de gauche                      |       | PG    | 1    |
| Parti communiste français            |       | PCF   | 1    |
| Divers (3 sièges)                    |       |       |      |
| Divers gauche                        |       | DVG   | 3    |
| Opposition (20 sièges)               |       |       |      |
| Union pour un mouvement populaire    |       | UMP   | 10   |
| Divers droite                        |       | DVD   | 6    |
| Union des démocrates et indépendants |       | UDI   | 4    |
| Président du conseil général         |       |       |      |
| Philippe Grosvalet (PS)              |       |       |      |

### Assemblée départementale élue
À l'issue du scrutin, le conseil départemental de la Loire-Atlantique conserve une courte majorité de gauche qui l'emporte dans les grands centres urbains de Nantes à Saint-Nazaire : les sept cantons nantais, les deux nazairiens, les deux cantons herblinois et les deux cantons rezéens ont élu tous des candidats socialistes parfois associés à des divers gauche.
| Parti                                | Sigle | Sigle | Élus |
| ------------------------------------ | ----- | ----- | ---- |
| Majorité (32 sièges)                 |       |       |      |
| Parti Socialiste                     |       | PS    | 24   |
| Divers gauche                        |       | DVG   | 7    |
| Europe Écologie Les Verts            |       | EÉLV  | 1    |
| Opposition (30 sièges)               |       |       |      |
| Union pour un mouvement populaire    |       | UMP   | 21   |
| Divers droite                        |       | DVD   | 8    |
| Union des démocrates et indépendants |       | UDI   | 1    |
| Président du conseil départemental   |       |       |      |
| Philippe Grosvalet (PS)              |       |       |      |

## Résultats à l'échelle du département

### Résultats par nuances du ministère de l'Intérieur
Les nuances utilisées par le ministère de l'Intérieur ne tiennent pas compte des alliances locales.
| Binômes     | Binômes            | Premier tour | Premier tour | Second tour | Second tour | Sièges |
| Binômes     | Binômes            | Voix         | %            | Voix        | %           | Sièges |
| ----------- | ------------------ | ------------ | ------------ | ----------- | ----------- | ------ |
|             | PS                 | 99 363       | 21,48        | 140 597     | 32,95       | 26     |
|             | DVG                | 60 685       | 13,12        | 52 288      | 12,26       | 4      |
|             | FG                 | 18 984       | 4,10         |             |             |        |
|             | EÉLV               | 18 180       | 3,93         |             |             |        |
|             | Union de la gauche | 10 236       | 2,21         | 14 467      | 3,39        | 2      |
| Gauche      | Gauche             | 207 448      | 44,84        | 207 352     | 48,60       | 32     |
|             |                    |              |              |             |             |        |
|             | Union de la droite | 153 041      | 33,09        | 208 605     | 48,89       | 30     |
|             | DVD                | 7 721        | 1,67         |             |             |        |
|             | DLF                | 1 864        | 0,40         |             |             |        |
|             | MoDem              | 1 017        | 0,22         |             |             |        |
| Droite      | Droite             | 163 643      | 35,38        | 208 605     | 48,89       | 30     |
|             |                    |              |              |             |             |        |
|             | FN                 | 84 674       | 18,31        | 10 702      | 2,51        | 0      |
|             |                    |              |              |             |             |        |
|             | Divers             | 5 662        | 1,22         |             |             |        |
|             |                    |              |              |             |             |        |
|             | EXG                | 1 086        | 0,23         |             |             |        |
|             |                    |              |              |             |             |        |
| Inscrits    | Inscrits           | 957 141      | 100,00       | 957 125     | 100,00      |        |
| Abstentions | Abstentions        | 471 765      | 49,29        | 492 206     | 51,43       |        |
| Votants     | Votants            | 485 376      | 50,71        | 464 919     | 48,57       |        |
| Blancs      | Blancs             | 16 577       | 3,42         | 26 476      | 5,69        |        |
| Nuls        | Nuls               | 6 286        | 1,30         | 11 784      | 2,53        |        |
| Exprimés    | Exprimés           | 462 513      | 95,29        | 426 659     | 91,77       |        |

### Résultats par canton
| Canton                       | Conseiller sortant            | Parti                  | Parti       | Conseiller élu               | Parti           | Parti           |
| ---------------------------- | ----------------------------- | ---------------------- | ----------- | ---------------------------- | --------------- | --------------- |
| Aigrefeuille-sur-Maine       | Bernard Deniaud*              |                        | PS          | Canton supprimé              | Canton supprimé | Canton supprimé |
| Ancenis                      | Jean-Michel Tobie*            |                        | UDI         | Claude Gautier               |                 | DVD             |
| Ancenis                      | Jean-Michel Tobie*            | Nadine You             | UDI         |                              | UDI             |                 |
| La Baule-Escoublac           | Gatien Meunier                |                        | UMP         | Danielle Rival               |                 | UMP             |
| La Baule-Escoublac           | Gatien Meunier                | Gatien Meunier         | UMP         |                              | UMP             |                 |
| Blain                        | Marcel Verger                 |                        | PS          | Marcel Verger                |                 | PS              |
| Blain                        | Marcel Verger                 | Claire Tramier         | PS          |                              | EÉLV            |                 |
| Bouaye                       | Gérard Allard*                |                        | PS          | Canton supprimé              | Canton supprimé | Canton supprimé |
| Bourgneuf-en-Retz            | Jean-Raymond Audion           |                        | UMP         | Canton supprimé              | Canton supprimé | Canton supprimé |
| Carquefou                    | Bernard Aunette*              |                        | DVG         | Véronique Dubbettier-Grenier |                 | UMP             |
| Carquefou                    | Bernard Aunette*              | Serge Mounier          | DVG         |                              | UMP             |                 |
| La Chapelle-sur-Erdre        | Hervé Bocher*                 |                        | PS          | Erwan Bouvais                |                 | UMP             |
| La Chapelle-sur-Erdre        | Hervé Bocher*                 | Élisa Drion            | PS          |                              | UMP             |                 |
| Châteaubriant                | Bernard Douaud                |                        | DVD         | Catherine Ciron              |                 | DVD             |
| Châteaubriant                | Bernard Douaud                | Bernard Douaud         | DVD         |                              | DVD             |                 |
| Clisson                      | Michel Merlet*                |                        | PS          | François Guillot             |                 | UMP             |
| Clisson                      | Michel Merlet*                | Nelly Sorin            | PS          |                              | UMP             |                 |
| Le Croisic                   | Christian Canonne*            |                        | UMP         | Canton supprimé              | Canton supprimé | Canton supprimé |
| Derval                       | Viviane Lopez                 |                        | DVG         | Canton supprimé              | Canton supprimé | Canton supprimé |
| Guémené-Penfao               | Yannick Bigaud                |                        | UMP         | Yannick Bigaud               |                 | DVD             |
| Guémené-Penfao               | Yannick Bigaud                | Anne-Sophie Douet      | UMP         |                              | DVD             |                 |
| Guérande                     | René Leroux*                  |                        | PS          | Chantal Brière               |                 | UMP             |
| Guérande                     | René Leroux*                  | Jean-Pierre Bernard    | PS          |                              | UMP             |                 |
| Herbignac                    | Franck Hervy                  |                        | PS          | Canton supprimé              | Canton supprimé | Canton supprimé |
| Legé                         | Claude Naud                   |                        | PS          | Canton supprimé              | Canton supprimé | Canton supprimé |
| Ligné                        | Maurice Perrion*              |                        | UDI         | Canton supprimé              | Canton supprimé | Canton supprimé |
| Le Loroux-Bottereau          | Pierre Bertin                 |                        | UMP         | Canton supprimé              | Canton supprimé | Canton supprimé |
| Machecoul                    | Jean Charrier                 |                        | DVG         | Jean Charrier                |                 | DVG             |
| Machecoul                    | Jean Charrier                 | Karine Fouquet         | DVG         |                              | DVG             |                 |
| Moisdon-la-Rivière           | Jean Massé*                   |                        | DVD         | Canton supprimé              | Canton supprimé | Canton supprimé |
| Montoir-de-Bretagne          | Roger David*                  |                        | PCF         | Canton supprimé              | Canton supprimé | Canton supprimé |
| Nantes-1                     | Fabienne Padovani             |                        | PS          | Fabienne Padovani            |                 | PS              |
| Nantes-1                     | Fabienne Padovani             | Vincent Danis          | PS          |                              | PS              |                 |
| Nantes-2                     | Michelle Meunier*             |                        | PS          | Françoise Haméon             |                 | PS              |
| Nantes-2                     | Michelle Meunier*             | David Martineau        | PS          |                              | PS              |                 |
| Nantes-3                     | Alain Robert                  |                        | PS          | Alain Robert                 |                 | PS              |
| Nantes-3                     | Alain Robert                  | Fanny Sallé            | PS          |                              | DVG             |                 |
| Nantes-4                     | Loïc Le Masne de Chermont*    |                        | UMP         | Jérôme Alemany               |                 | PS              |
| Nantes-4                     | Loïc Le Masne de Chermont*    | Abbassia Hakem         | UMP         |                              | PS              |                 |
| Nantes-5                     | Claude Seyse*                 |                        | PS          | Lyliane Jean                 |                 | PS              |
| Nantes-5                     | Claude Seyse*                 | Ali Rebouh             | PS          |                              | PS              |                 |
| Nantes-6                     | Pascale Scilbo*               |                        | PS          | Pascal Bolo                  |                 | PS              |
| Nantes-6                     | Pascale Scilbo*               | Christine Orain        | PS          |                              | PS              |                 |
| Nantes-7                     | Pascal Bolo                   |                        | PS          | Michel Ménard                |                 | PS              |
| Nantes-7                     | Pascal Bolo                   | Catherine Touchefeu    | PS          |                              | PS              |                 |
| Nantes-8                     | Michel Ménard                 |                        | PS          | Canton supprimé              | Canton supprimé | Canton supprimé |
| Nantes-9                     | Catherine Touchefeu           |                        | PS          | Canton supprimé              | Canton supprimé | Canton supprimé |
| Nantes-10                    | Anne-Sophie Lamberthon-Guerra |                        | UDI         | Canton supprimé              | Canton supprimé | Canton supprimé |
| Nantes-11                    | Ali Rebouh                    |                        | PS          | Canton supprimé              | Canton supprimé | Canton supprimé |
| Nort-sur-Erdre               | Jean-Luc Besnier              |                        | UDI         | Jean-Luc Besnier             |                 | UMP             |
| Nort-sur-Erdre               | Jean-Luc Besnier              | Anne-Marie Cordier     | UDI         |                              | UDI             |                 |
| Nozay                        | Gilles Philippot              |                        | DVG         | Canton supprimé              | Canton supprimé | Canton supprimé |
| Orvault                      | Joseph Parpaillon*            |                        | DVD         | Canton supprimé              | Canton supprimé | Canton supprimé |
| Paimbœuf                     | Yannick Haury                 |                        | DVD         | Canton supprimé              | Canton supprimé | Canton supprimé |
| Le Pellerin                  | Daniel Morisson*              |                        | PS          | Canton supprimé              | Canton supprimé | Canton supprimé |
| Pontchâteau                  | Bernard Clouet                |                        | DVD         | Danielle Cornet              |                 | DVG             |
| Pontchâteau                  | Bernard Clouet                | Bernard Lebeau         | DVD         |                              | DVG             |                 |
| Pornic                       | Patrick Girard                |                        | UMP         | Patrick Girard               |                 | UMP             |
| Pornic                       | Patrick Girard                | Christiane Van Goethem | UMP         |                              | UMP             |                 |
| Rezé                         | Françoise Verchère*           |                        | FG          | Canton supprimé              | Canton supprimé | Canton supprimé |
| Rezé-1                       | Canton créé                   | Canton créé            | Canton créé | Myriam Bigeard               |                 | PS              |
| Rezé-1                       | Canton créé                   | Canton créé            | Canton créé | Freddy Hervochon             |                 | PS              |
| Rezé-2                       | Canton créé                   | Canton créé            | Canton créé | Samuel Landier               |                 | PS              |
| Rezé-2                       | Canton créé                   | Canton créé            | Canton créé | Malika Tararbit              |                 | PS              |
| Riaillé                      | Patrice Chevalier             |                        | DVG         | Canton supprimé              | Canton supprimé | Canton supprimé |
| Rougé                        | Michel Neveu*                 |                        | PS          | Canton supprimé              | Canton supprimé | Canton supprimé |
| Saint-Brevin-les-Pins        | Canton créé                   | Canton créé            | Canton créé | Marie-Christine Curaudeau    |                 | DVD             |
| Saint-Brevin-les-Pins        | Canton créé                   | Canton créé            | Canton créé | Yannick Haury                |                 | DVD             |
| Saint-Étienne-de-Montluc     | Dominique Uberti*             |                        | DVG         | Canton supprimé              | Canton supprimé | Canton supprimé |
| Saint-Gildas-des-Bois        | Colette Fréhel*               |                        | DVD         | Canton supprimé              | Canton supprimé | Canton supprimé |
| Saint-Herblain-Est           | Bernard Gagnet                |                        | PS          | Canton supprimé              | Canton supprimé | Canton supprimé |
| Saint-Herblain-Ouest-Indre   | Mireille Martin*              |                        | PS          | Canton supprimé              | Canton supprimé | Canton supprimé |
| Saint-Herblain-1             | Canton créé                   | Canton créé            | Canton créé | Hervé Corouge                |                 | PS              |
| Saint-Herblain-1             | Canton créé                   | Canton créé            | Canton créé | Carole Grelaud               |                 | PS              |
| Saint-Herblain-2             | Canton créé                   | Canton créé            | Canton créé | Bernard Gagnet               |                 | PS              |
| Saint-Herblain-2             | Canton créé                   | Canton créé            | Canton créé | Marie-Paule Gaillochet       |                 | DVG             |
| Saint-Julien-de-Vouvantes    | Jean Poulain*                 |                        | DVG         | Canton supprimé              | Canton supprimé | Canton supprimé |
| Saint-Mars-la-Jaille         | Jean-Yves Ploteau             |                        | PS          | Canton supprimé              | Canton supprimé | Canton supprimé |
| Saint-Nazaire-Centre         | Gérard Mauduit*               |                        | PS          | Canton supprimé              | Canton supprimé | Canton supprimé |
| Saint-Nazaire-Est            | Philippe Grosvalet            |                        | PS          | Canton supprimé              | Canton supprimé | Canton supprimé |
| Saint-Nazaire-Ouest          | Annaig Cotonnec               |                        | PS          | Canton supprimé              | Canton supprimé | Canton supprimé |
| Saint-Nazaire-1              | Canton créé                   | Canton créé            | Canton créé | Bertrand Choubrac            |                 | DVG             |
| Saint-Nazaire-1              | Canton créé                   | Canton créé            | Canton créé | Annaïg Cotonnec              |                 | PS              |
| Saint-Nazaire-2              | Canton créé                   | Canton créé            | Canton créé | Philippe Grosvalet           |                 | PS              |
| Saint-Nazaire-2              | Canton créé                   | Canton créé            | Canton créé | Lydia Meignen                |                 | PS              |
| Saint-Nicolas-de-Redon       | Yvon Mahé*                    |                        | PS          | Canton supprimé              | Canton supprimé | Canton supprimé |
| Saint-Philbert-de-Grand-Lieu | Stéphan Beaugé                |                        | UMP         | Stéphan Beaugé               |                 | UMP             |
| Saint-Philbert-de-Grand-Lieu | Stéphan Beaugé                | Karine Paviza          | UMP         |                              | UMP             |                 |
| Saint-Père-en-Retz           | Chantal Leduc-Bouchaud        |                        | DVG         | Canton supprimé              | Canton supprimé | Canton supprimé |
| Saint-Sébastien-sur-Loire    | Canton créé                   | Canton créé            | Canton créé | Marcelle Chapeau             |                 | UMP             |
| Saint-Sébastien-sur-Loire    | Canton créé                   | Canton créé            | Canton créé | Laurent Turquois             |                 | UDI             |
| Savenay                      | Lénaïck Leclair*              |                        | PS          | Canton supprimé              | Canton supprimé | Canton supprimé |
| Vallet                       | René Baron                    |                        | PS          | Pierre Bertin                |                 | UMP             |
| Vallet                       | René Baron                    | Charlotte Luquiau      | PS          |                              | DVD             |                 |
| Varades                      | Claude Gautier                |                        | Cap21       | Canton supprimé              | Canton supprimé | Canton supprimé |
| Vertou                       | Rodolphe Amailland            |                        | UMP         | Rodolphe Amailland           |                 | UMP             |
| Vertou                       | Rodolphe Amailland            | Agnès Paragot          | UMP         |                              | UDI             |                 |
| Vertou-Vignoble              | Jean-Claude Daubisse*         |                        | UMP         | Canton supprimé              | Canton supprimé | Canton supprimé |

* Conseillers généraux sortants ne se représentant pas 

## Résultats par canton

### Canton d'Ancenis
| Candidats            | Candidats              | Partis      | Partis      | Premier tour | Premier tour | Second tour | Second tour |
| Candidats            | Candidats              | Partis      | Partis      | Voix         | %            | Voix        | %           |
| -------------------- | ---------------------- | ----------- | ----------- | ------------ | ------------ | ----------- | ----------- |
| 1                    | Monique Goiset-Voisine |             | DVG         | 5 970        | 36,46        | 6 682       | 44,18       |
| 1                    | Jean-Yves Ploteau*     |             | PS          | 5 970        | 36,46        | 6 682       | 44,18       |
| 2                    | Françoise Choplin      |             | FN          | 3 913        | 23,90        |             |             |
| 2                    | Olivier Douay          |             | FN          | 3 913        | 23,90        |             |             |
| 3                    | Claude Gautier*        |             | DVD         | 6 492        | 39,65        | 8 442       | 55,82       |
| 3                    | Nadine You             |             | UDI         | 6 492        | 39,65        | 8 442       | 55,82       |
|                      |                        |             |             |              |              |             |             |
| Inscrits             | Inscrits               | Inscrits    | Inscrits    | 32 507       | 100,00       | 32 505      | 100,00      |
| Abstentions          | Abstentions            | Abstentions | Abstentions | 14 646       | 45,05        | 15 580      | 47,93       |
| Votants              | Votants                | Votants     | Votants     | 17 861       | 54,95        | 16 925      | 52,07       |
| Blancs               | Blancs                 | Blancs      | Blancs      | 1 016        | 5,69         | 1 172       | 6,92        |
| Nuls                 | Nuls                   | Nuls        | Nuls        | 470          | 2,63         | 629         | 3,72        |
| Exprimés             | Exprimés               | Exprimés    | Exprimés    | 16 375       | 91,68        | 15 124      | 89,36       |
| * conseiller sortant |                        |             |             |              |              |             |             |

### Canton de La Baule-Escoublac
| Candidats            | Candidats            | Partis      | Partis      | Premier tour | Premier tour | Second tour | Second tour |
| Candidats            | Candidats            | Partis      | Partis      | Voix         | %            | Voix        | %           |
| -------------------- | -------------------- | ----------- | ----------- | ------------ | ------------ | ----------- | ----------- |
| 1                    | Yannick Joubert      |             | PS          | 4 360        | 22,86        | 5 913       | 33,50       |
| 1                    | Évelyne Provost      |             | PS          | 4 360        | 22,86        | 5 913       | 33,50       |
| 2                    | Michel Lehuédé       |             | PCF         | 755          | 3,96         |             |             |
| 2                    | Myriam Morineaux     |             | PCF         | 755          | 3,96         |             |             |
| 3                    | Gatien Meunier*      |             | UMP         | 7 995        | 41,91        | 11 738      | 66,50       |
| 3                    | Danielle Rival       |             | UMP         | 7 995        | 41,91        | 11 738      | 66,50       |
| 4                    | Dominique Du Tertre  |             | FN          | 3 845        | 20,16        |             |             |
| 4                    | Didier Vernet        |             | FN          | 3 845        | 20,16        |             |             |
| 5                    | Robert Belliot       |             | DVD         | 1 416        | 7,42         |             |             |
| 5                    | Marie-Yvonne Halpern |             | DVD         | 1 416        | 7,42         |             |             |
| 6                    | Françoise Girault    |             | UDB         | 705          | 3,70         |             |             |
| 6                    | Philippe Romillat    |             | UDB         | 705          | 3,70         |             |             |
|                      |                      |             |             |              |              |             |             |
| Inscrits             | Inscrits             | Inscrits    | Inscrits    | 39 649       | 100,00       | 39 650      | 100,00      |
| Abstentions          | Abstentions          | Abstentions | Abstentions | 19 698       | 49,68        | 20 515      | 51,74       |
| Votants              | Votants              | Votants     | Votants     | 19 951       | 50,32        | 19 135      | 48,26       |
| Blancs               | Blancs               | Blancs      | Blancs      | 731          | 3,66         | 1 154       | 6,03        |
| Nuls                 | Nuls                 | Nuls        | Nuls        | 144          | 0,72         | 330         | 1,72        |
| Exprimés             | Exprimés             | Exprimés    | Exprimés    | 19 076       | 95,61        | 17 651      | 92,24       |
| * conseiller sortant |                      |             |             |              |              |             |             |

### Canton de Blain
| Candidats            | Candidats              | Partis      | Partis      | Premier tour | Premier tour | Second tour | Second tour |
| Candidats            | Candidats              | Partis      | Partis      | Voix         | %            | Voix        | %           |
| -------------------- | ---------------------- | ----------- | ----------- | ------------ | ------------ | ----------- | ----------- |
| 1                    | Hervé Carro            |             | UDB         | 884          | 5,25         |             |             |
| 1                    | Agnès Prunier          |             | UDB         | 884          | 5,25         |             |             |
| 2                    | Jacqueline Guerrier    |             | FN          | 3 473        | 20,61        |             |             |
| 2                    | Jean-Jacques Le Gendre |             | FN          | 3 473        | 20,61        |             |             |
| 3                    | Jean-Michel Buf        |             | DVD         | 5 205        | 30,90        | 7 591       | 48,40       |
| 3                    | Marie-Odile Vanneraud  |             | DVD         | 5 205        | 30,90        | 7 591       | 48,40       |
| 4                    | Claire Tramier         |             | EÉLV        | 6 166        | 36,60        | 8 092       | 51,60       |
| 4                    | Marcel Verger*         |             | PS          | 6 166        | 36,60        | 8 092       | 51,60       |
| 5                    | Valérie Letrange       |             | PCF         | 1 119        | 6,64         |             |             |
| 5                    | Jean Luc Plumelet      |             | PCF         | 1 119        | 6,64         |             |             |
|                      |                        |             |             |              |              |             |             |
| Inscrits             | Inscrits               | Inscrits    | Inscrits    | 36 267       | 100,00       | 36 262      | 100,00      |
| Abstentions          | Abstentions            | Abstentions | Abstentions | 18 276       | 50,39        | 18 992      | 52,37       |
| Votants              | Votants                | Votants     | Votants     | 17 991       | 49,61        | 17 270      | 47,63       |
| Blancs               | Blancs                 | Blancs      | Blancs      | 922          | 5,12         | 1 163       | 6,73        |
| Nuls                 | Nuls                   | Nuls        | Nuls        | 222          | 1,23         | 424         | 2,46        |
| Exprimés             | Exprimés               | Exprimés    | Exprimés    | 16 847       | 93,64        | 15 683      | 90,81       |
| * conseiller sortant |                        |             |             |              |              |             |             |

### Canton de Carquefou
| Candidats   | Candidats                   | Partis      | Partis      | Premier tour | Premier tour | Second tour | Second tour |
| Candidats   | Candidats                   | Partis      | Partis      | Voix         | %            | Voix        | %           |
| ----------- | --------------------------- | ----------- | ----------- | ------------ | ------------ | ----------- | ----------- |
| 1           | Bernard Chesneau            |             | PS          | 5 050        | 30,08        | 6 574       | 41,50       |
| 1           | Elsa Régent-Pennuen         |             | PS          | 5 050        | 30,08        | 6 574       | 41,50       |
| 2           | Pierre Cloud-Bourrières     |             | FN          | 2 452        | 14,61        |             |             |
| 2           | Alicia Thapon               |             | FN          | 2 452        | 14,61        |             |             |
| 3           | Patrick Cotrel              |             | EÉLV        | 1 744        | 10,39        |             |             |
| 3           | Yolande Dréano              |             | PCF         | 1 744        | 10,39        |             |             |
| 4           | Véronique Dubettier-Grenier |             | UMP         | 7 542        | 44,92        | 9 267       | 58,50       |
| 4           | Serge Mounier               |             | UMP         | 7 542        | 44,92        | 9 267       | 58,50       |
|             |                             |             |             |              |              |             |             |
| Inscrits    | Inscrits                    | Inscrits    | Inscrits    | 33 454       | 100,00       | 33 454      | 100,00      |
| Abstentions | Abstentions                 | Abstentions | Abstentions | 15 931       | 47,62        | 16 448      | 49,17       |
| Votants     | Votants                     | Votants     | Votants     | 17 523       | 52,38        | 17 006      | 50,83       |
| Blancs      | Blancs                      | Blancs      | Blancs      | 550          | 3,14         | 795         | 4,67        |
| Nuls        | Nuls                        | Nuls        | Nuls        | 185          | 1,06         | 370         | 2,18        |
| Exprimés    | Exprimés                    | Exprimés    | Exprimés    | 16 788       | 95,81        | 15 841      | 93,15       |

### Canton de La Chapelle-sur-Erdre
| Candidats   | Candidats           | Partis      | Partis      | Premier tour | Premier tour | Second tour | Second tour |
| Candidats   | Candidats           | Partis      | Partis      | Voix         | %            | Voix        | %           |
| ----------- | ------------------- | ----------- | ----------- | ------------ | ------------ | ----------- | ----------- |
| 1           | Benoît Fourage      |             | DLF         | 526          | 2,79         |             |             |
| 1           | Bérengère Izenic    |             | DLF         | 526          | 2,79         |             |             |
| 2           | Erwan Bouvais       |             | UMP         | 6 292        | 33,32        | 9 597       | 53,22       |
| 2           | Élisa Drion         |             | UMP         | 6 292        | 33,32        | 9 597       | 53,22       |
| 3           | Jean-Pierre Clavaud |             | PCF         | 885          | 4,69         |             |             |
| 3           | Viviane Guével      |             | PCF         | 885          | 4,69         |             |             |
| 4           | Christine Chevalier |             | DVG         | 4 915        | 26,02        | 8 437       | 46,78       |
| 4           | Claude Lefort       |             | PS          | 4 915        | 26,02        | 8 437       | 46,78       |
| 5           | Martine Boulanger   |             | UDB         | 399          | 2,11         |             |             |
| 5           | Gwenvaël Duret      |             | UDB         | 399          | 2,11         |             |             |
| 6           | Brigitte Nédélec    |             | FN          | 3 013        | 15,95        |             |             |
| 6           | Boris Wozniak       |             | FN          | 3 013        | 15,95        |             |             |
| 7           | Maïté Cosnard       |             | DVG         | 2 856        | 15,12        |             |             |
| 7           | Joseph Violain      |             | DVG         | 2 856        | 15,12        |             |             |
|             |                     |             |             |              |              |             |             |
| Inscrits    | Inscrits            | Inscrits    | Inscrits    | 37 862       | 100,00       | 37 862      | 100,00      |
| Abstentions | Abstentions         | Abstentions | Abstentions | 18 219       | 48,12        | 18 425      | 48,66       |
| Votants     | Votants             | Votants     | Votants     | 19 643       | 51,88        | 19 437      | 51,34       |
| Blancs      | Blancs              | Blancs      | Blancs      | 568          | 2,89         | 966         | 4,97        |
| Nuls        | Nuls                | Nuls        | Nuls        | 189          | 0,96         | 437         | 2,25        |
| Exprimés    | Exprimés            | Exprimés    | Exprimés    | 18 886       | 96,15        | 18 034      | 92,78       |

### Canton de Châteaubriant
| Candidats            | Candidats          | Partis      | Partis      | Premier tour | Premier tour | Second tour | Second tour |
| Candidats            | Candidats          | Partis      | Partis      | Voix         | %            | Voix        | %           |
| -------------------- | ------------------ | ----------- | ----------- | ------------ | ------------ | ----------- | ----------- |
| 1                    | Catherine Ciron    |             | DVD         | 5 841        | 47,94        | 6 992       | 63,79       |
| 1                    | Bernard Douaud*    |             | DVD         | 5 841        | 47,94        | 6 992       | 63,79       |
| 2                    | Quiterie de Coniac |             | DVG         | 3 491        | 28,65        | 3 969       | 36,21       |
| 2                    | Jean-Michel Duclos |             | DVG         | 3 491        | 28,65        | 3 969       | 36,21       |
| 3                    | Jean-Francis Milet |             | FN          | 2 853        | 23,41        |             |             |
| 3                    | Muriel Pedrazzani  |             | FN          | 2 853        | 23,41        |             |             |
|                      |                    |             |             |              |              |             |             |
| Inscrits             | Inscrits           | Inscrits    | Inscrits    | 24 413       | 100,00       | 24 413      | 100,00      |
| Abstentions          | Abstentions        | Abstentions | Abstentions | 11 432       | 46,83        | 12 242      | 50,15       |
| Votants              | Votants            | Votants     | Votants     | 12 981       | 53,17        | 12 171      | 49,85       |
| Blancs               | Blancs             | Blancs      | Blancs      | 527          | 4,06         | 667         | 5,48        |
| Nuls                 | Nuls               | Nuls        | Nuls        | 269          | 2,07         | 543         | 4,46        |
| Exprimés             | Exprimés           | Exprimés    | Exprimés    | 12 185       | 93,87        | 10 961      | 90,06       |
| * conseiller sortant |                    |             |             |              |              |             |             |

### Canton de Clisson
| Candidats   | Candidats                  | Partis      | Partis      | Premier tour | Premier tour | Second tour | Second tour |
| Candidats   | Candidats                  | Partis      | Partis      | Voix         | %            | Voix        | %           |
| ----------- | -------------------------- | ----------- | ----------- | ------------ | ------------ | ----------- | ----------- |
| 1           | Alexis Chirokoff           |             | PCF         | 1 111        | 8,05         |             |             |
| 1           | Claudine Deshayes Le Strat |             | PCF         | 1 111        | 8,05         |             |             |
| 2           | Denis Guilbaud             |             | FN          | 2 746        | 19,89        |             |             |
| 2           | Cosette Maréchal           |             | FN          | 2 746        | 19,89        |             |             |
| 3           | François Guillot           |             | UMP         | 5 725        | 41,47        | 7 351       | 57,68       |
| 3           | Nelly Sorin                |             | UMP         | 5 725        | 41,47        | 7 351       | 57,68       |
| 4           | Josette Boussonnière       |             | DVG         | 4 223        | 30,59        | 5 394       | 42,32       |
| 4           | Philippe Gergaud           |             | PS          | 4 223        | 30,59        | 5 394       | 42,32       |
|             |                            |             |             |              |              |             |             |
| Inscrits    | Inscrits                   | Inscrits    | Inscrits    | 28 088       | 100,00       | 28 071      | 100,00      |
| Abstentions | Abstentions                | Abstentions | Abstentions | 13 427       | 47,80        | 14 212      | 50,63       |
| Votants     | Votants                    | Votants     | Votants     | 14 661       | 52,20        | 13 859      | 49,37       |
| Blancs      | Blancs                     | Blancs      | Blancs      | 604          | 4,12         | 622         | 4,49        |
| Nuls        | Nuls                       | Nuls        | Nuls        | 252          | 1,72         | 492         | 3,55        |
| Exprimés    | Exprimés                   | Exprimés    | Exprimés    | 13 805       | 94,16        | 12 745      | 91,96       |

### Canton de Guémené-Penfao
| Candidats            | Candidats         | Partis      | Partis      | Premier tour | Premier tour | Second tour | Second tour |
| Candidats            | Candidats         | Partis      | Partis      | Voix         | %            | Voix        | %           |
| -------------------- | ----------------- | ----------- | ----------- | ------------ | ------------ | ----------- | ----------- |
| 1                    | Viviane Lopez*    |             | DVG         | 4 273        | 32,86        | 6 091       | 49,95       |
| 1                    | Gilles Philippot* |             | PS          | 4 273        | 32,86        | 6 091       | 49,95       |
| 2                    | Yannick Bigaud*   |             | DVD         | 4 398        | 33,83        | 6 102       | 50,05       |
| 2                    | Anne-Sophie Douet |             | DVD         | 4 398        | 33,83        | 6 102       | 50,05       |
| 3                    | Gérard Pageaud    |             | FN          | 2 808        | 21,60        |             |             |
| 3                    | Géraldine Rose    |             | FN          | 2 808        | 21,60        |             |             |
| 4                    | André Houssais    |             | EÉLV        | 1 523        | 11,71        |             |             |
| 4                    | Armelle Le Hir    |             | PG          | 1 523        | 11,71        |             |             |
|                      |                   |             |             |              |              |             |             |
| Inscrits             | Inscrits          | Inscrits    | Inscrits    | 24 710       | 100,00       | 24 710      | 100,00      |
| Abstentions          | Abstentions       | Abstentions | Abstentions | 11 110       | 44,96        | 11 529      | 46,66       |
| Votants              | Votants           | Votants     | Votants     | 13 600       | 55,04        | 13 181      | 53,34       |
| Blancs               | Blancs            | Blancs      | Blancs      | 424          | 3,12         | 637         | 4,83        |
| Nuls                 | Nuls              | Nuls        | Nuls        | 174          | 1,28         | 351         | 2,66        |
| Exprimés             | Exprimés          | Exprimés    | Exprimés    | 13 002       | 95,60        | 12 193      | 92,50       |
| * conseiller sortant |                   |             |             |              |              |             |             |

### Canton de Guérande
| Candidats            | Candidats                   | Partis      | Partis      | Premier tour | Premier tour | Second tour | Second tour |
| Candidats            | Candidats                   | Partis      | Partis      | Voix         | %            | Voix        | %           |
| -------------------- | --------------------------- | ----------- | ----------- | ------------ | ------------ | ----------- | ----------- |
| 1                    | Franck Hervy*               |             | PS          | 4 725        | 25,52        | 7 244       | 43,27       |
| 1                    | Dominique Migault           |             | DVG         | 4 725        | 25,52        | 7 244       | 43,27       |
| 2                    | Remy Barraud                |             | PG          | 1 035        | 5,59         |             |             |
| 2                    | Véronique Mahé              |             | PCF         | 1 035        | 5,59         |             |             |
| 3                    | Catherine Bailhache-Touguet |             | DVD         | 961          | 5,19         |             |             |
| 3                    | Xavier Bruckert             |             | DVD         | 961          | 5,19         |             |             |
| 4                    | Yves Coquard                |             | EÉLV        | 1 407        | 7,60         |             |             |
| 4                    | Danielle Estay              |             | EÉLV        | 1 407        | 7,60         |             |             |
| 5                    | Jean-Pierre Bernard         |             | UMP         | 6 423        | 34,69        | 9 496       | 56,73       |
| 5                    | Chantal Brière              |             | UMP         | 6 423        | 34,69        | 9 496       | 56,73       |
| 6                    | Olivier du Gourlay          |             | FN          | 3 966        | 21,42        |             |             |
| 6                    | Alice Stal                  |             | FN          | 3 966        | 21,42        |             |             |
|                      |                             |             |             |              |              |             |             |
| Inscrits             | Inscrits                    | Inscrits    | Inscrits    | 38 733       | 100,00       | 38 732      | 100,00      |
| Abstentions          | Abstentions                 | Abstentions | Abstentions | 19 323       | 49,89        | 20 288      | 52,38       |
| Votants              | Votants                     | Votants     | Votants     | 19 410       | 50,11        | 18 444      | 47,62       |
| Blancs               | Blancs                      | Blancs      | Blancs      | 622          | 3,20         | 1 112       | 6,03        |
| Nuls                 | Nuls                        | Nuls        | Nuls        | 271          | 1,40         | 592         | 3,21        |
| Exprimés             | Exprimés                    | Exprimés    | Exprimés    | 18 517       | 95,40        | 16 740      | 90,76       |
| * conseiller sortant |                             |             |             |              |              |             |             |

### Canton de Machecoul
| Candidats            | Candidats            | Partis      | Partis      | Premier tour | Premier tour | Second tour | Second tour |
| Candidats            | Candidats            | Partis      | Partis      | Voix         | %            | Voix        | %           |
| -------------------- | -------------------- | ----------- | ----------- | ------------ | ------------ | ----------- | ----------- |
| 1                    | Jean-Raymond Audion* |             | UMP         | 4 202        | 30,83        | 5 538       | 44,84       |
| 1                    | Fabienne Merceron    |             | UMP         | 4 202        | 30,83        | 5 538       | 44,84       |
| 2                    | Jean-Luc Javel       |             | FN          | 3 250        | 23,84        |             |             |
| 2                    | Gaëlle Pineau        |             | FN          | 3 250        | 23,84        |             |             |
| 3                    | Jean Charrier*       |             | DVG         | 6 179        | 45,33        | 6 813       | 55,16       |
| 3                    | Karine Fouquet       |             | DVG         | 6 179        | 45,33        | 6 813       | 55,16       |
|                      |                      |             |             |              |              |             |             |
| Inscrits             | Inscrits             | Inscrits    | Inscrits    | 27 351       | 100,00       | 27 366      | 100,00      |
| Abstentions          | Abstentions          | Abstentions | Abstentions | 12 944       | 47,33        | 13 921      | 50,87       |
| Votants              | Votants              | Votants     | Votants     | 14 407       | 52,67        | 13 445      | 49,13       |
| Blancs               | Blancs               | Blancs      | Blancs      | 547          | 3,80         | 706         | 5,25        |
| Nuls                 | Nuls                 | Nuls        | Nuls        | 229          | 1,59         | 388         | 2,89        |
| Exprimés             | Exprimés             | Exprimés    | Exprimés    | 13 631       | 94,61        | 12 351      | 91,86       |
| * conseiller sortant |                      |             |             |              |              |             |             |

### Canton de Nantes-1
| Candidats            | Candidats           | Partis      | Partis      | Premier tour | Premier tour | Second tour | Second tour |
| Candidats            | Candidats           | Partis      | Partis      | Voix         | %            | Voix        | %           |
| -------------------- | ------------------- | ----------- | ----------- | ------------ | ------------ | ----------- | ----------- |
| 1                    | Frédéric Aubry      |             | DLF         | 711          | 5,48         |             |             |
| 1                    | Allison Colobert    |             | DLF         | 711          | 5,48         |             |             |
| 2                    | Vincent Danis       |             | PS          | 4 121        | 31,75        | 6 311       | 52,64       |
| 2                    | Fabienne Padovani*  |             | PS          | 4 121        | 31,75        | 6 311       | 52,64       |
| 3                    | Lilian Gougeon      |             | EÉLV        | 1 873        | 14,43        |             |             |
| 3                    | Christine Ladret    |             | EÉLV        | 1 873        | 14,43        |             |             |
| 4                    | Xavier Fournier     |             | UMP         | 3 834        | 29,54        | 5 679       | 47,36       |
| 4                    | Anne-Sophie Guerra* |             | UDI         | 3 834        | 29,54        | 5 679       | 47,36       |
| 5                    | Arnaud de Rigné     |             | FN          | 1 234        | 9,51         |             |             |
| 5                    | Nejma Drici         |             | FN          | 1 234        | 9,51         |             |             |
| 6                    | Pierre Daguet       |             | PCF         | 685          | 5,28         |             |             |
| 6                    | Katell Favennec     |             | PCF         | 685          | 5,28         |             |             |
| 7                    | Denise Asselin      |             | SE          | 523          | 4,03         |             |             |
| 7                    | Elhadi Azzi         |             | GE          | 523          | 4,03         |             |             |
|                      |                     |             |             |              |              |             |             |
| Inscrits             | Inscrits            | Inscrits    | Inscrits    | 26 300       | 100,00       | 26 298      | 100,00      |
| Abstentions          | Abstentions         | Abstentions | Abstentions | 12 891       | 49,02        | 13 570      | 51,60       |
| Votants              | Votants             | Votants     | Votants     | 13 409       | 50,98        | 12 728      | 48,40       |
| Blancs               | Blancs              | Blancs      | Blancs      | 289          | 2,16         | 525         | 4,12        |
| Nuls                 | Nuls                | Nuls        | Nuls        | 139          | 1,04         | 213         | 1,67        |
| Exprimés             | Exprimés            | Exprimés    | Exprimés    | 12 981       | 96,81        | 11 990      | 94,20       |
| * conseiller sortant |                     |             |             |              |              |             |             |

### Canton de Nantes-2
| Candidats   | Candidats            | Partis      | Partis      | Premier tour | Premier tour | Second tour | Second tour |
| Candidats   | Candidats            | Partis      | Partis      | Voix         | %            | Voix        | %           |
| ----------- | -------------------- | ----------- | ----------- | ------------ | ------------ | ----------- | ----------- |
| 1           | Françoise Haméon     |             | PS          | 4 287        | 35,88        | 6 230       | 57,13       |
| 1           | David Martineau      |             | PS          | 4 287        | 35,88        | 6 230       | 57,13       |
| 2           | Isabelle Darchy      |             | FN          | 1 667        | 13,95        |             |             |
| 2           | Benoist Dutertre     |             | FN          | 1 667        | 13,95        |             |             |
| 3           | Amal Labadi          |             | EÉLV        | 1 672        | 14,00        |             |             |
| 3           | Julien Soubeste      |             | EÉLV        | 1 672        | 14,00        |             |             |
| 4           | Anne Jacquet         |             | DVD         | 635          | 5,32         |             |             |
| 4           | Bernard Rineau       |             | DVD         | 635          | 5,32         |             |             |
| 5           | Alexandre Ez-Zebroud |             | SE          | 251          | 2,10         |             |             |
| 5           | Dominique Norval     |             | SE          | 251          | 2,10         |             |             |
| 6           | Nathalie Blin        |             | PCF         | 539          | 4,51         |             |             |
| 6           | Hubert Malinge       |             | GU          | 539          | 4,51         |             |             |
| 7           | Jérôme Duchesne      |             | UMP         | 2 896        | 24,24        | 4 674       | 42,87       |
| 7           | Stéphanie Léauté     |             | UDI         | 2 896        | 24,24        | 4 674       | 42,87       |
|             |                      |             |             |              |              |             |             |
| Inscrits    | Inscrits             | Inscrits    | Inscrits    | 24 763       | 100,00       | 24 765      | 100,00      |
| Abstentions | Abstentions          | Abstentions | Abstentions | 12 384       | 50,01        | 13 081      | 52,82       |
| Votants     | Votants              | Votants     | Votants     | 12 379       | 49,99        | 11 684      | 47,18       |
| Blancs      | Blancs               | Blancs      | Blancs      | 288          | 2,33         | 553         | 4,73        |
| Nuls        | Nuls                 | Nuls        | Nuls        | 144          | 1,16         | 227         | 1,94        |
| Exprimés    | Exprimés             | Exprimés    | Exprimés    | 11 947       | 96,51        | 10 904      | 93,32       |

### Canton de Nantes-3
| Candidats            | Candidats                 | Partis      | Partis      | Premier tour | Premier tour | Second tour | Second tour |
| Candidats            | Candidats                 | Partis      | Partis      | Voix         | %            | Voix        | %           |
| -------------------- | ------------------------- | ----------- | ----------- | ------------ | ------------ | ----------- | ----------- |
| 1                    | Alain Robert*             |             | PS          | 4 675        | 37,78        | 6 710       | 59,89       |
| 1                    | Fanny Sallé               |             | DVG         | 4 675        | 37,78        | 6 710       | 59,89       |
| 2                    | Alain Bourdeau            |             | PCF         | 628          | 5,07         |             |             |
| 2                    | Christine Meyer           |             | MRC         | 628          | 5,07         |             |             |
| 3                    | Guy Croupy                |             | DVG         | 2 020        | 16,32        |             |             |
| 3                    | Dominique Trichet-Allaire |             | DVG         | 2 020        | 16,32        |             |             |
| 4                    | Laurence Gendre           |             | DVD         | 666          | 5,38         |             |             |
| 4                    | Franck Van Goethem        |             | DVD         | 666          | 5,38         |             |             |
| 5                    | Louisa Amrouche           |             | UMP         | 2 931        | 23,68        | 4 493       | 40,11       |
| 5                    | Patrice Bolo              |             | UMP         | 2 931        | 23,68        | 4 493       | 40,11       |
| 6                    | Alain Avello              |             | FN          | 1 455        | 11,76        |             |             |
| 6                    | Catherine Chollet         |             | FN          | 1 455        | 11,76        |             |             |
|                      |                           |             |             |              |              |             |             |
| Inscrits             | Inscrits                  | Inscrits    | Inscrits    | 26 855       | 100,00       | 26 855      | 100,00      |
| Abstentions          | Abstentions               | Abstentions | Abstentions | 14 056       | 52,34        | 14 916      | 55,54       |
| Votants              | Votants                   | Votants     | Votants     | 12 799       | 47,66        | 11 939      | 44,46       |
| Blancs               | Blancs                    | Blancs      | Blancs      | 309          | 2,41         | 521         | 4,36        |
| Nuls                 | Nuls                      | Nuls        | Nuls        | 115          | 0,90         | 215         | 1,80        |
| Exprimés             | Exprimés                  | Exprimés    | Exprimés    | 12 375       | 96,69        | 11 203      | 93,84       |
| * conseiller sortant |                           |             |             |              |              |             |             |

### Canton de Nantes-4
| Candidats   | Candidats                | Partis      | Partis      | Premier tour | Premier tour | Second tour | Second tour |
| Candidats   | Candidats                | Partis      | Partis      | Voix         | %            | Voix        | %           |
| ----------- | ------------------------ | ----------- | ----------- | ------------ | ------------ | ----------- | ----------- |
| 1           | Rozenn Hamel             |             | UMP         | 3 610        | 29,94        | 5 235       | 46,52       |
| 1           | Guillaume Richard        |             | UMP         | 3 610        | 29,94        | 5 235       | 46,52       |
| 2           | Philippe Latombe         |             | DVD         | 626          | 5,19         |             |             |
| 2           | Armelle Michelot-Peltier |             | DVD         | 626          | 5,19         |             |             |
| 3           | Jérôme Alemany           |             | PS          | 4 085        | 33,88        | 6 019       | 53,48       |
| 3           | Abbassia Hakem           |             | PS          | 4 085        | 33,88        | 6 019       | 53,48       |
| 4           | Marie-Annick Benâtre     |             | PCF         | 487          | 4,04         |             |             |
| 4           | André Maurice            |             | PCF         | 487          | 4,04         |             |             |
| 5           | Hedia Manaï-Bauchet      |             | EÉLV        | 1 580        | 13,10        |             |             |
| 5           | Bertrand Vrain           |             | EÉLV        | 1 580        | 13,10        |             |             |
| 6           | Aurélien Boulé           |             | UDB         | 276          | 2,29         |             |             |
| 6           | Sonia Meziane            |             | UDB         | 276          | 2,29         |             |             |
| 7           | Candice Lam              |             | FN          | 1 395        | 11,57        |             |             |
| 7           | Loïc Le Nagat            |             | FN          | 1 395        | 11,57        |             |             |
|             |                          |             |             |              |              |             |             |
| Inscrits    | Inscrits                 | Inscrits    | Inscrits    | 25 172       | 100,00       | 25 168      | 100,00      |
| Abstentions | Abstentions              | Abstentions | Abstentions | 12 734       | 50,59        | 13 202      | 52,46       |
| Votants     | Votants                  | Votants     | Votants     | 12 438       | 49,41        | 11 966      | 47,54       |
| Blancs      | Blancs                   | Blancs      | Blancs      | 242          | 1,95         | 493         | 4,12        |
| Nuls        | Nuls                     | Nuls        | Nuls        | 137          | 1,10         | 219         | 1,83        |
| Exprimés    | Exprimés                 | Exprimés    | Exprimés    | 12 059       | 96,95        | 11 254      | 94,05       |

### Canton de Nantes-5
| Candidats            | Candidats            | Partis      | Partis      | Premier tour | Premier tour | Second tour | Second tour |
| Candidats            | Candidats            | Partis      | Partis      | Voix         | %            | Voix        | %           |
| -------------------- | -------------------- | ----------- | ----------- | ------------ | ------------ | ----------- | ----------- |
| 1                    | Christian Bouchet    |             | FN          | 1 645        | 15,23        |             |             |
| 1                    | Béatrice Le Naour    |             | FN          | 1 645        | 15,23        |             |             |
| 2                    | Patricia Rio         |             | MPF         | 2 439        | 22,59        | 4 222       | 42,67       |
| 2                    | Jean-Philippe Thoiry |             | UDI         | 2 439        | 22,59        | 4 222       | 42,67       |
| 3                    | Bruno Chevalier      |             | MRC         | 454          | 4,20         |             |             |
| 3                    | Isabelle Huchet      |             | PCF         | 454          | 4,20         |             |             |
| 4                    | Jonathan Barbin      |             | DVD         | 951          | 8,81         |             |             |
| 4                    | Sophie Van Goethem   |             | DVD         | 951          | 8,81         |             |             |
| 5                    | Lyliane Jean         |             | PS          | 3 934        | 36,43        | 5 672       | 57,33       |
| 5                    | Ali Rebouh*          |             | PS          | 3 934        | 36,43        | 5 672       | 57,33       |
| 6                    | Catherine Legal      |             | DVG         | 1 375        | 12,73        |             |             |
| 6                    | Renaud Monnin        |             | DVG         | 1 375        | 12,73        |             |             |
|                      |                      |             |             |              |              |             |             |
| Inscrits             | Inscrits             | Inscrits    | Inscrits    | 24 889       | 100,00       | 24 889      | 100,00      |
| Abstentions          | Abstentions          | Abstentions | Abstentions | 13 707       | 55,07        | 14 300      | 57,46       |
| Votants              | Votants              | Votants     | Votants     | 11 182       | 44,93        | 10 589      | 42,54       |
| Blancs               | Blancs               | Blancs      | Blancs      | 280          | 2,50         | 501         | 4,73        |
| Nuls                 | Nuls                 | Nuls        | Nuls        | 104          | 0,93         | 194         | 1,83        |
| Exprimés             | Exprimés             | Exprimés    | Exprimés    | 10 798       | 96,57        | 9 894       | 93,44       |
| * conseiller sortant |                      |             |             |              |              |             |             |

### Canton de Nantes-6
| Candidats            | Candidats           | Partis      | Partis      | Premier tour | Premier tour | Second tour | Second tour |
| Candidats            | Candidats           | Partis      | Partis      | Voix         | %            | Voix        | %           |
| -------------------- | ------------------- | ----------- | ----------- | ------------ | ------------ | ----------- | ----------- |
| 1                    | Anne-Marie Boutet   |             | MoDem       | 388          | 3,09         |             |             |
| 1                    | Thierry Mallard     |             | MoDem       | 388          | 3,09         |             |             |
| 2                    | Roseline Arzel      |             | PCD         | 3 344        | 26,65        | 5 150       | 44,35       |
| 2                    | Benoît Stekr-Ridel  |             | UMP         | 3 344        | 26,65        | 5 150       | 44,35       |
| 3                    | Pauline Fleurimont  |             | PCF         | 658          | 5,24         |             |             |
| 3                    | Aymeric Seassau     |             | PCF         | 658          | 5,24         |             |             |
| 4                    | Pascal Bolo*        |             | PS          | 4 402        | 35,08        | 6 462       | 55,65       |
| 4                    | Christine Orain     |             | PS          | 4 402        | 35,08        | 6 462       | 55,65       |
| 5                    | Emmanuelle Bouchaud |             | EÉLV        | 1 634        | 13,02        |             |             |
| 5                    | Jean-Claude Clément |             | EÉLV        | 1 634        | 13,02        |             |             |
| 6                    | Latifa Djerbi       |             | DVD         | 440          | 3,51         |             |             |
| 6                    | François Fautrad    |             | DVD         | 440          | 3,51         |             |             |
| 7                    | Jean de Mascureau   |             | FN          | 1 682        | 13,40        |             |             |
| 7                    | Marie Marchi        |             | FN          | 1 682        | 13,40        |             |             |
|                      |                     |             |             |              |              |             |             |
| Inscrits             | Inscrits            | Inscrits    | Inscrits    | 26 016       | 100,00       | 26 012      | 100,00      |
| Abstentions          | Abstentions         | Abstentions | Abstentions | 13 007       | 50,00        | 13 545      |             |
| Votants              | Votants             | Votants     | Votants     | 13 009       | 50,00        | 12 467      | 47,93       |
| Blancs               | Blancs              | Blancs      | Blancs      | 343          | 2,64         | 607         | 4,87        |
| Nuls                 | Nuls                | Nuls        | Nuls        | 118          | 0,91         | 248         | 1,99        |
| Exprimés             | Exprimés            | Exprimés    | Exprimés    | 12 548       | 96,46        | 11 612      | 93,14       |
| * conseiller sortant |                     |             |             |              |              |             |             |

### Canton de Nantes-7
| Candidats            | Candidats             | Partis      | Partis      | Premier tour | Premier tour | Second tour | Second tour |
| Candidats            | Candidats             | Partis      | Partis      | Voix         | %            | Voix        | %           |
| -------------------- | --------------------- | ----------- | ----------- | ------------ | ------------ | ----------- | ----------- |
| 1                    | Michel Ménard*        |             | PS          | 5 573        | 43,55        | 9 033       | 76,27       |
| 1                    | Catherine Touchefeu*  |             | PS          | 5 573        | 43,55        | 9 033       | 76,27       |
| 2                    | Patrice Boutin        |             | GU          | 614          | 4,80         |             |             |
| 2                    | Corinne Pacaud        |             | PCF         | 614          | 4,80         |             |             |
| 3                    | Jean-Marc Dormoy      |             | UDI         | 911          | 7,12         |             |             |
| 3                    | Yasmine Ghenaï        |             | UDI         | 911          | 7,12         |             |             |
| 4                    | Bertrand Caron        |             | DVG         | 1 473        | 11,51        |             |             |
| 4                    | Éliette Héline        |             | DVG         | 1 473        | 11,51        |             |             |
| 5                    | Fabien Foy            |             | FN          | 2 200        | 17,19        | 2 811       | 23,73       |
| 5                    | Josette Noël          |             | FN          | 2 200        | 17,19        | 2 811       | 23,73       |
| 6                    | Marie-Fabienne Darses |             | DVD         | 2 026        | 15,83        |             |             |
| 6                    | Cyrille de Lambert    |             | DVD         | 2 026        | 15,83        |             |             |
|                      |                       |             |             |              |              |             |             |
| Inscrits             | Inscrits              | Inscrits    | Inscrits    | 27 275       | 100,00       | 27 272      | 100,00      |
| Abstentions          | Abstentions           | Abstentions | Abstentions | 13 874       | 50,87        | 14 110      | 51,74       |
| Votants              | Votants               | Votants     | Votants     | 13 401       | 49,13        | 13 162      | 48,26       |
| Blancs               | Blancs                | Blancs      | Blancs      | 437          | 3,26         | 1 032       | 7,84        |
| Nuls                 | Nuls                  | Nuls        | Nuls        | 167          | 1,25         | 286         | 2,17        |
| Exprimés             | Exprimés              | Exprimés    | Exprimés    | 12 797       | 95,49        | 11 844      | 89,99       |
| * conseiller sortant |                       |             |             |              |              |             |             |

### Canton de Nort-sur-Erdre
| Candidats            | Candidats               | Partis      | Partis      | Premier tour | Premier tour | Second tour | Second tour |
| Candidats            | Candidats               | Partis      | Partis      | Voix         | %            | Voix        | %           |
| -------------------- | ----------------------- | ----------- | ----------- | ------------ | ------------ | ----------- | ----------- |
| 1                    | Régine Frappier-Guillet |             | EÉLV        | 2 598        | 15,33        |             |             |
| 1                    | Hubert Leray            |             | EÉLV        | 2 598        | 15,33        |             |             |
| 2                    | Patrice Chevalier*      |             | DVG         | 4 097        | 24,17        | 6 130       | 41,10       |
| 2                    | Aïcha Metlaine          |             | DVG         | 4 097        | 24,17        | 6 130       | 41,10       |
| 3                    | Jean-Luc Besnier*       |             | UMP         | 6 340        | 37,41        | 8 784       | 58,90       |
| 3                    | Anne-Marie Cordier      |             | UDI         | 6 340        | 37,41        | 8 784       | 58,90       |
| 4                    | Nicolas Grelier         |             | FN          | 3 913        | 23,09        |             |             |
| 4                    | Denise Joly             |             | FN          | 3 913        | 23,09        |             |             |
|                      |                         |             |             |              |              |             |             |
| Inscrits             | Inscrits                | Inscrits    | Inscrits    | 33 384       | 100,00       | 33 384      | 100,00      |
| Abstentions          | Abstentions             | Abstentions | Abstentions | 15 524       | 46,50        | 16 801      | 50,33       |
| Votants              | Votants                 | Votants     | Votants     | 17 860       | 53,50        | 16 583      | 49,67       |
| Blancs               | Blancs                  | Blancs      | Blancs      | 680          | 3,81         | 1 180       | 7,12        |
| Nuls                 | Nuls                    | Nuls        | Nuls        | 232          | 1,30         | 489         | 2,95        |
| Exprimés             | Exprimés                | Exprimés    | Exprimés    | 16 948       | 94,89        | 14 914      | 89,94       |
| * conseiller sortant |                         |             |             |              |              |             |             |

### Canton de Pontchâteau
| Candidats            | Candidats            | Partis      | Partis      | Premier tour | Premier tour | Second tour | Second tour |
| Candidats            | Candidats            | Partis      | Partis      | Voix         | %            | Voix        | %           |
| -------------------- | -------------------- | ----------- | ----------- | ------------ | ------------ | ----------- | ----------- |
| 1                    | Danielle Cornet      |             | DVG         | 5 906        | 37,20        | 7 974       | 54,61       |
| 1                    | Bernard Lebeau       |             | DVG         | 5 906        | 37,20        | 7 974       | 54,61       |
| 2                    | Christian Duval      |             | PCF         | 1 466        | 9,23         |             |             |
| 2                    | Claudie Rollin       |             | PCF         | 1 466        | 9,23         |             |             |
| 3                    | Bernard Clouet*      |             | DVD         | 5 027        | 31,67        | 6 629       | 45,39       |
| 3                    | Dominique Fraslin    |             | DVD         | 5 027        | 31,67        | 6 629       | 45,39       |
| 4                    | Jérémy Bigot         |             | FN          | 3 476        | 21,90        |             |             |
| 4                    | Annie-Chantal Durand |             | FN          | 3 476        | 21,90        |             |             |
|                      |                      |             |             |              |              |             |             |
| Inscrits             | Inscrits             | Inscrits    | Inscrits    | 32 980       | 100,00       | 33 016      | 100,00      |
| Abstentions          | Abstentions          | Abstentions | Abstentions | 16 982       | 51,44        | 16 034      | 48,56       |
| Votants              | Votants              | Votants     | Votants     | 16 753       | 50,74        | 16 034      | 48,56       |
| Blancs               | Blancs               | Blancs      | Blancs      | 589          | 3,52         | 948         | 5,91        |
| Nuls                 | Nuls                 | Nuls        | Nuls        | 266          | 1,59         | 483         | 3,01        |
| Exprimés             | Exprimés             | Exprimés    | Exprimés    | 15 875       | 94,96        | 14 603      | 91,08       |
| * conseiller sortant |                      |             |             |              |              |             |             |

### Canton de Pornic
| Candidats            | Candidats              | Partis      | Partis      | Premier tour | Premier tour | Second tour | Second tour |
| Candidats            | Candidats              | Partis      | Partis      | Voix         | %            | Voix        | %           |
| -------------------- | ---------------------- | ----------- | ----------- | ------------ | ------------ | ----------- | ----------- |
| 1                    | Catherine Golly        |             | DVG         | 2 833        | 18,48        |             |             |
| 1                    | Alain Verger           |             | PS          | 2 833        | 18,48        |             |             |
| 2                    | Nadine Eyssalet        |             | MBP         | 787          | 5,13         |             |             |
| 2                    | Thierry Jamet          |             | MBP         | 787          | 5,13         |             |             |
| 3                    | Patrick Girard*        |             | UMP         | 6 463        | 42,16        | 10 305      | 74,30       |
| 3                    | Christiane Van Goethem |             | UMP         | 6 463        | 42,16        | 10 305      | 74,30       |
| 4                    | Christian Boisteau     |             | DLF         | 627          | 4,09         |             |             |
| 4                    | Armelle Guenolé        |             | DLF         | 627          | 4,09         |             |             |
| 5                    | Alain Breuil           |             | FN          | 3 222        | 21,02        | 3 565       | 25,70       |
| 5                    | Barbara Lussaud        |             | FN          | 3 222        | 21,02        | 3 565       | 25,70       |
| 6                    | Corine Guignard        |             | EÉLV,       | 1 399        | 9,13         |             |             |
| 6                    | Vincent Peaudeau       |             | PG,         | 1 399        | 9,13         |             |             |
|                      |                        |             |             |              |              |             |             |
| Inscrits             | Inscrits               | Inscrits    | Inscrits    | 30 088       | 100,00       | 30 086      | 100,00      |
| Abstentions          | Abstentions            | Abstentions | Abstentions | 14 035       | 46,65        | 14 262      | 47,40       |
| Votants              | Votants                | Votants     | Votants     | 16 053       | 53,35        | 15 824      | 52,60       |
| Blancs               | Blancs                 | Blancs      | Blancs      | 524          | 3,26         | 1 423       | 8,99        |
| Nuls                 | Nuls                   | Nuls        | Nuls        | 198          | 1,23         | 531         | 3,36        |
| Exprimés             | Exprimés               | Exprimés    | Exprimés    | 15 331       | 95,50        | 13 870      | 87,65       |
| * conseiller sortant |                        |             |             |              |              |             |             |

### Canton de Rezé-1
| Candidats   | Candidats             | Partis      | Partis      | Premier tour | Premier tour | Second tour | Second tour |
| Candidats   | Candidats             | Partis      | Partis      | Voix         | %            | Voix        | %           |
| ----------- | --------------------- | ----------- | ----------- | ------------ | ------------ | ----------- | ----------- |
| 1           | Vincent Égron         |             | DVG         | 2 478        | 17,33        |             |             |
| 1           | Catherine Thiberge    |             | DVG         | 2 478        | 17,33        |             |             |
| 2           | Stéphanie Simon       |             | SIEL        | 2 729        | 19,09        |             |             |
| 2           | Wilfried Van Liempd   |             | SIEL        | 2 729        | 19,09        |             |             |
| 3           | Marie-Béatrice Taunay |             | COM         | 192          | 1,34         |             |             |
| 3           | Olivier Terrien       |             | COM         | 192          | 1,34         |             |             |
| 4           | Myriam Bigeard        |             | PS          | 4 829        | 33,78        | 7 491       | 59,56       |
| 4           | Freddy Hervochon      |             | PS          | 4 829        | 33,78        | 7 491       | 59,56       |
| 5           | Erwan Gouiffes        |             | UMP         | 3 308        | 23,14        | 5 086       | 40,44       |
| 5           | Françoise Rabbe       |             | UMP         | 3 308        | 23,14        | 5 086       | 40,44       |
| 6           | Yves Devedec          |             | PCF         | 759          | 5,31         |             |             |
| 6           | Valérie Villemaine    |             | PCF         | 759          | 5,31         |             |             |
|             |                       |             |             |              |              |             |             |
| Inscrits    | Inscrits              | Inscrits    | Inscrits    | 29 125       | 100,00       | 29 125      | 100,00      |
| Abstentions | Abstentions           | Abstentions | Abstentions | 14 134       | 48,53        | 15 088      | 51,80       |
| Votants     | Votants               | Votants     | Votants     | 14 991       | 51,47        | 14 037      | 48,20       |
| Blancs      | Blancs                | Blancs      | Blancs      | 496          | 3,31         | 967         | 6,89        |
| Nuls        | Nuls                  | Nuls        | Nuls        | 200          | 1,33         | 493         | 3,51        |
| Exprimés    | Exprimés              | Exprimés    | Exprimés    | 14 295       | 95,36        | 12 577      | 89,60       |

### Canton de Rezé-2
| Candidats   | Candidats                | Partis      | Partis      | Premier tour | Premier tour | Second tour | Second tour |
| Candidats   | Candidats                | Partis      | Partis      | Voix         | %            | Voix        | %           |
| ----------- | ------------------------ | ----------- | ----------- | ------------ | ------------ | ----------- | ----------- |
| 1           | Bernadette Caudron-Praud |             | ND          | 1 755        | 15,66        |             |             |
| 1           | Stéphane Mallet          |             | ND          | 1 755        | 15,66        |             |             |
| 2           | Samuel Landier           |             | PS          | 4 097        | 36,56        | 6 457       | 63,89       |
| 2           | Malika Tararbit          |             | PS          | 4 097        | 36,56        | 6 457       | 63,89       |
| 3           | Jean-Paul Dubois         |             | FN          | 1 689        | 15,07        |             |             |
| 3           | Louise Maisonneuve       |             | FN          | 1 689        | 15,07        |             |             |
| 4           | Pierre Chauvin           |             | GU          | 785          | 7,01         |             |             |
| 4           | Mireille Pernot          |             | PCF         | 785          | 7,01         |             |             |
| 5           | Maïwenn Guyomarch        |             | UDB         | 370          | 3,30         |             |             |
| 5           | Yann Quéméneur           |             | UDB         | 370          | 3,30         |             |             |
| 6           | Brigitte Dousset         |             | UMP         | 2 509        | 22,39        | 3 650       | 36,11       |
| 6           | Antoine Gautier          |             | UMP         | 2 509        | 22,39        | 3 650       | 36,11       |
|             |                          |             |             |              |              |             |             |
| Inscrits    | Inscrits                 | Inscrits    | Inscrits    | 24 787       | 100,00       | 24 787      | 100,00      |
| Abstentions | Abstentions              | Abstentions | Abstentions | 13 059       | 52,68        | 13 738      | 55,42       |
| Votants     | Votants                  | Votants     | Votants     | 11 728       | 47,32        | 11 049      | 44,58       |
| Blancs      | Blancs                   | Blancs      | Blancs      | 335          | 2,86         | 616         | 5,58        |
| Nuls        | Nuls                     | Nuls        | Nuls        | 188          | 1,60         | 326         | 2,95        |
| Exprimés    | Exprimés                 | Exprimés    | Exprimés    | 11 205       | 95,54        | 10 107      | 91,47       |

### Canton de Saint-Brevin-les-Pins
| Candidats            | Candidats                 | Partis      | Partis      | Premier tour | Premier tour | Second tour | Second tour |
| Candidats            | Candidats                 | Partis      | Partis      | Voix         | %            | Voix        | %           |
| -------------------- | ------------------------- | ----------- | ----------- | ------------ | ------------ | ----------- | ----------- |
| 1                    | Pierre Haie               |             | ND          | 2 048        | 12,68        |             |             |
| 1                    | Liliane Vaillant          |             | ND          | 2 048        | 12,68        |             |             |
| 2                    | Marie-Christine Curaudeau |             | DVD         | 6 400        | 39,63        | 8 487       | 57,11       |
| 2                    | Yannick Haury*            |             | DVD         | 6 400        | 39,63        | 8 487       | 57,11       |
| 3                    | Marguerite Lussaud        |             | FN          | 2 907        | 18,00        |             |             |
| 3                    | Bernard Morin             |             | FN          | 2 907        | 18,00        |             |             |
| 4                    | Chantal Leduc-Bouchaud*   |             | PS          | 4 070        | 25,20        | 6 375       | 42,89       |
| 4                    | Pascal Pras               |             | PS          | 4 070        | 25,20        | 6 375       | 42,89       |
| 5                    | Didier Broucke            |             | PCF         | 724          | 4,48         |             |             |
| 5                    | Géraldine Desmonceaux     |             | PCF         | 724          | 4,48         |             |             |
|                      |                           |             |             |              |              |             |             |
| Inscrits             | Inscrits                  | Inscrits    | Inscrits    | 32 961       | 100,00       | 32 960      | 100,00      |
| Abstentions          | Abstentions               | Abstentions | Abstentions | 16 015       | 48,59        | 16 848      | 51,12       |
| Votants              | Votants                   | Votants     | Votants     | 16 946       | 51,41        | 16 112      | 48,88       |
| Blancs               | Blancs                    | Blancs      | Blancs      | 566          | 3,34         | 842         | 5,23        |
| Nuls                 | Nuls                      | Nuls        | Nuls        | 231          | 1,36         | 408         | 2,53        |
| Exprimés             | Exprimés                  | Exprimés    | Exprimés    | 16 149       | 95,30        | 14 862      | 92,24       |
| * conseiller sortant |                           |             |             |              |              |             |             |

### Canton de Saint-Herblain-1
| Candidats   | Candidats         | Partis      | Partis      | Premier tour | Premier tour | Second tour | Second tour |
| Candidats   | Candidats         | Partis      | Partis      | Voix         | %            | Voix        | %           |
| ----------- | ----------------- | ----------- | ----------- | ------------ | ------------ | ----------- | ----------- |
| 1           | Guy Bernard       |             | PCF         | 961          | 5,31         |             |             |
| 1           | Yolande Perrigaud |             | PCF         | 961          | 5,31         |             |             |
| 2           | Guylène Friard    |             | FN          | 3 540        | 19,57        |             |             |
| 2           | Claude Verdier    |             | FN          | 3 540        | 19,57        |             |             |
| 3           | David Courtin     |             | ND          | 2 048        | 11,32        |             |             |
| 3           | Christine Noblet  |             | ND          | 2 048        | 11,32        |             |             |
| 4           | Jeannick Cavalin  |             | UMP         | 4 221        | 23,34        | 6 878       | 41,78       |
| 4           | Luc Mincheneau    |             | UMP         | 4 221        | 23,34        | 6 878       | 41,78       |
| 5           | Hervé Corouge     |             | PS          | 6 923        | 38,28        | 9 585       | 58,22       |
| 5           | Carole Grelaud    |             | PS          | 6 923        | 38,28        | 9 585       | 58,22       |
| 6           | Laurent Égron     |             | UPR         | 394          | 2,18         |             |             |
| 6           | Julie Ramelot     |             | UPR         | 394          | 2,18         |             |             |
|             |                   |             |             |              |              |             |             |
| Inscrits    | Inscrits          | Inscrits    | Inscrits    | 38 637       | 100,00       | 38 629      | 100,00      |
| Abstentions | Abstentions       | Abstentions | Abstentions | 19 541       | 50,58        | 20 463      | 52,97       |
| Votants     | Votants           | Votants     | Votants     | 19 096       | 49,42        | 18 166      | 47,03       |
| Blancs      | Blancs            | Blancs      | Blancs      | 859          | 4,50         | 1 415       | 7,79        |
| Nuls        | Nuls              | Nuls        | Nuls        | 150          | 0,79         | 288         | 1,59        |
| Exprimés    | Exprimés          | Exprimés    | Exprimés    | 18 087       | 94,72        | 16 463      | 90,63       |

### Canton de Saint-Herblain-2
| Candidats            | Candidats                  | Partis      | Partis      | Premier tour | Premier tour | Second tour | Second tour |
| Candidats            | Candidats                  | Partis      | Partis      | Voix         | %            | Voix        | %           |
| -------------------- | -------------------------- | ----------- | ----------- | ------------ | ------------ | ----------- | ----------- |
| 1                    | Agnès Foucher              |             | EÉLV        | 2 075        | 12,66        |             |             |
| 1                    | Jean-Sébastien Guitton     |             | EÉLV        | 2 075        | 12,66        |             |             |
| 2                    | Jean-Marc Germaine         |             | FN          | 2 603        | 15,88        |             |             |
| 2                    | Jocelyne Lamy              |             | FN          | 2 603        | 15,88        |             |             |
| 3                    | Sandrine Duport-Fleurimont |             | PCF         | 634          | 3,87         |             |             |
| 3                    | Christophe Lancien         |             | PCF         | 634          | 3,87         |             |             |
| 4                    | Bernard Gagnet*            |             | PS          | 5 336        | 32,56        | 8 130       | 51,63       |
| 4                    | Marie-Paule Gaillochet     |             | DVG         | 5 336        | 32,56        | 8 130       | 51,63       |
| 5                    | Matthieu Annereau          |             | UMP         | 5 313        | 32,42        | 7 618       | 48,37       |
| 5                    | Monique Maisonneuve        |             | UMP         | 5 313        | 32,42        | 7 618       | 48,37       |
| 6                    | Anthony Hamelin            |             | UDB         | 427          | 2,61         |             |             |
| 6                    | Katell Leon                |             | UDB         | 427          | 2,61         |             |             |
|                      |                            |             |             |              |              |             |             |
| Inscrits             | Inscrits                   | Inscrits    | Inscrits    | 35 282       | 100,00       | 35 282      | 100,00      |
| Abstentions          | Abstentions                | Abstentions | Abstentions | 18 076       | 51,23        | 18 260      | 51,75       |
| Votants              | Votants                    | Votants     | Votants     | 17 206       | 48,77        | 17 022      | 48,25       |
| Blancs               | Blancs                     | Blancs      | Blancs      | 728          | 4,23         | 1 078       | 6,33        |
| Nuls                 | Nuls                       | Nuls        | Nuls        | 90           | 0,52         | 196         | 1,15        |
| Exprimés             | Exprimés                   | Exprimés    | Exprimés    | 16 388       | 95,25        | 15 748      | 92,52       |
| * conseiller sortant |                            |             |             |              |              |             |             |

### Canton de Saint-Nazaire-1
| Candidats            | Candidats             | Partis      | Partis      | Premier tour | Premier tour | Second tour | Second tour |
| Candidats            | Candidats             | Partis      | Partis      | Voix         | %            | Voix        | %           |
| -------------------- | --------------------- | ----------- | ----------- | ------------ | ------------ | ----------- | ----------- |
| 1                    | Michel Beaupré        |             | UDB         | 646          | 4,36         |             |             |
| 1                    | Marie Doisneau        |             | UDB         | 646          | 4,36         |             |             |
| 2                    | Yann Le Pollotec      |             | EÉLV        | 1 250        | 8,43         |             |             |
| 2                    | Sarah Trichet-Allaire |             | EÉLV        | 1 250        | 8,43         |             |             |
| 3                    | Gauthier Bouchet      |             | FN          | 2 609        | 17,60        |             |             |
| 3                    | Stéphanie Sutter      |             | FN          | 2 609        | 17,60        |             |             |
| 4                    | Nathalie Bruneau      |             | PCF         | 1 121        | 7,56         |             |             |
| 4                    | Guillaume Dessables   |             | PCF         | 1 121        | 7,56         |             |             |
| 5                    | Bertrand Choubrac     |             | DVG         | 5 444        | 36,73        | 8 178       | 60,31       |
| 5                    | Annaïg Cotonnec*      |             | PS          | 5 444        | 36,73        | 8 178       | 60,31       |
| 6                    | Florence Beuvelet     |             | UMP         | 3 365        | 22,70        | 5 382       | 39,69       |
| 6                    | Philippe Cadiet       |             | UMP         | 3 365        | 22,70        | 5 382       | 39,69       |
| 7                    | Marie-France Belin    |             | LO          | 386          | 2,60         |             |             |
| 7                    | Alain Georget         |             | LO          | 386          | 2,60         |             |             |
|                      |                       |             |             |              |              |             |             |
| Inscrits             | Inscrits              | Inscrits    | Inscrits    | 33 703       | 100,00       | 33 703      | 100,00      |
| Abstentions          | Abstentions           | Abstentions | Abstentions | 18 275       | 54,22        | 18 772      | 55,70       |
| Votants              | Votants               | Votants     | Votants     | 15 428       | 45,78        | 14 931      | 44,30       |
| Blancs               | Blancs                | Blancs      | Blancs      | 406          | 2,63         | 916         | 6,13        |
| Nuls                 | Nuls                  | Nuls        | Nuls        | 201          | 1,30         | 455         | 3,05        |
| Exprimés             | Exprimés              | Exprimés    | Exprimés    | 14 821       | 96,07        | 13 560      | 90,82       |
| * conseiller sortant |                       |             |             |              |              |             |             |

### Canton de Saint-Nazaire-2
| Candidats            | Candidats             | Partis      | Partis      | Premier tour | Premier tour | Second tour | Second tour |
| Candidats            | Candidats             | Partis      | Partis      | Voix         | %            | Voix        | %           |
| -------------------- | --------------------- | ----------- | ----------- | ------------ | ------------ | ----------- | ----------- |
| 1                    | Magalie Pied          |             | UMP         | 2 216        | 15,54        |             |             |
| 1                    | Pierre-Yves Vincent   |             | UDI         | 2 216        | 15,54        |             |             |
| 2                    | Annie Hervo           |             | LO          | 508          | 3,56         |             |             |
| 2                    | Eddy Le Beller        |             | LO          | 508          | 3,56         |             |             |
| 3                    | Jean-Michel Texier    |             | MoDem       | 629          | 4,41         |             |             |
| 3                    | Dominique Trigodet    |             | MoDem       | 629          | 4,41         |             |             |
| 4                    | Gilles Briand         |             | PCF         | 1 437        | 10,08        |             |             |
| 4                    | Catherine Rougé       |             | PCF         | 1 437        | 10,08        |             |             |
| 5                    | Annie Lannon          |             | EÉLV        | 886          | 6,21         |             |             |
| 5                    | Stéphane Piel         |             | EÉLV        | 886          | 6,21         |             |             |
| 6                    | Jean-Claude Blanchard |             | FN          | 3 458        | 24,25        | 4 326       | 31,68       |
| 6                    | Lydia Poirier         |             | FN          | 3 458        | 24,25        | 4 326       | 31,68       |
| 7                    | Philippe Grosvalet*   |             | PS          | 5 127        | 35,95        | 9 328       | 68,32       |
| 7                    | Lydia Meignen         |             | PS          | 5 127        | 35,95        | 9 328       | 68,32       |
|                      |                       |             |             |              |              |             |             |
| Inscrits             | Inscrits              | Inscrits    | Inscrits    | 33 550       | 100,00       | 33 547      | 100,00      |
| Abstentions          | Abstentions           | Abstentions | Abstentions | 18 627       | 55,52        | 18 399      | 54,85       |
| Votants              | Votants               | Votants     | Votants     | 14 923       | 44,48        | 15 148      | 45,15       |
| Blancs               | Blancs                | Blancs      | Blancs      | 432          | 2,89         | 970         | 6,40        |
| Nuls                 | Nuls                  | Nuls        | Nuls        | 230          | 1,54         | 524         | 3,46        |
| Exprimés             | Exprimés              | Exprimés    | Exprimés    | 14 261       | 95,56        | 13 654      | 90,14       |
| * conseiller sortant |                       |             |             |              |              |             |             |

### Canton de Saint-Philbert-de-Grand-Lieu
| Candidats            | Candidats                  | Partis      | Partis      | Premier tour | Premier tour | Second tour | Second tour |
| Candidats            | Candidats                  | Partis      | Partis      | Voix         | %            | Voix        | %           |
| -------------------- | -------------------------- | ----------- | ----------- | ------------ | ------------ | ----------- | ----------- |
| 1                    | Claude Naud*               |             | PS          | 6 596        | 38,96        | 7 480       | 46,33       |
| 1                    | Stéphanie Neuville-Bernier |             | PS          | 6 596        | 38,96        | 7 480       | 46,33       |
| 2                    | Yohann Bourgeon            |             | FN          | 3 390        | 20,02        |             |             |
| 2                    | Nicole Couëron             |             | FN          | 3 390        | 20,02        |             |             |
| 3                    | Stephan Beauge*            |             | UMP         | 6 946        | 41,02        | 8 666       | 53,67       |
| 3                    | Karine Paviza              |             | UMP         | 6 946        | 41,02        | 8 666       | 53,67       |
|                      |                            |             |             |              |              |             |             |
| Inscrits             | Inscrits                   | Inscrits    | Inscrits    | 33 327       | 100,00       | 33 325      | 100,00      |
| Abstentions          | Abstentions                | Abstentions | Abstentions | 15 557       | 46,68        | 16 109      | 48,34       |
| Votants              | Votants                    | Votants     | Votants     | 17 770       | 53,32        | 17 216      | 51,66       |
| Blancs               | Blancs                     | Blancs      | Blancs      | 570          | 3,21         | 671         | 3,90        |
| Nuls                 | Nuls                       | Nuls        | Nuls        | 268          | 1,51         | 399         | 2,32        |
| Exprimés             | Exprimés                   | Exprimés    | Exprimés    | 16 932       | 95,28        | 16 146      | 93,78       |
| * conseiller sortant |                            |             |             |              |              |             |             |

### Canton de Saint-Sébastien-sur-Loire
| Candidats   | Candidats          | Partis      | Partis      | Premier tour | Premier tour | Second tour | Second tour |
| Candidats   | Candidats          | Partis      | Partis      | Voix         | %            | Voix        | %           |
| ----------- | ------------------ | ----------- | ----------- | ------------ | ------------ | ----------- | ----------- |
| 1           | Michel Caillaud    |             | PS          | 5 186        | 33,38        | 7 183       | 47,66       |
| 1           | Sylvie Roudil      |             | PS          | 5 186        | 33,38        | 7 183       | 47,66       |
| 2           | Marcelle Chapeau   |             | UMP         | 6 299        | 40,55        | 7 887       | 52,34       |
| 2           | Laurent Turquois   |             | UDI         | 6 299        | 40,55        | 7 887       | 52,34       |
| 3           | Stéphane Guillou   |             | PCF         | 528          | 3,40         |             |             |
| 3           | Marie-Claude Robin |             | PCF         | 528          | 3,40         |             |             |
| 4           | Claude Cano        |             | EÉLV        | 1 682        | 10,83        |             |             |
| 4           | Pascale Debord     |             | EÉLV        | 1 682        | 10,83        |             |             |
| 5           | Irène Baudon       |             | FN          | 1 840        | 11,84        |             |             |
| 5           | Philippe David     |             | FN          | 1 840        | 11,84        |             |             |
|             |                    |             |             |              |              |             |             |
| Inscrits    | Inscrits           | Inscrits    | Inscrits    | 31 772       | 100,00       | 31 772      | 100,00      |
| Abstentions | Abstentions        | Abstentions | Abstentions | 15 474       | 48,70        | 15 704      | 49,43       |
| Votants     | Votants            | Votants     | Votants     | 16 298       | 51,30        | 16 068      | 50,57       |
| Blancs      | Blancs             | Blancs      | Blancs      | 556          | 3,41         | 679         | 4,23        |
| Nuls        | Nuls               | Nuls        | Nuls        | 207          | 1,27         | 319         | 1,99        |
| Exprimés    | Exprimés           | Exprimés    | Exprimés    | 15 535       | 95,32        | 15 070      | 93,79       |

### Canton de Vallet
| Candidats            | Candidats         | Partis      | Partis      | Premier tour | Premier tour | Second tour | Second tour |
| Candidats            | Candidats         | Partis      | Partis      | Voix         | %            | Voix        | %           |
| -------------------- | ----------------- | ----------- | ----------- | ------------ | ------------ | ----------- | ----------- |
| 1                    | Pierre Bertin*    |             | UMP         | 7 131        | 43,73        | 9 057       | 62,11       |
| 1                    | Charlotte Luquiau |             | DVD         | 7 131        | 43,73        | 9 057       | 62,11       |
| 2                    | Aurelien Le Corre |             | PG          | 1 606        | 9,85         |             |             |
| 2                    | Claudine Saiche   |             | PCF         | 1 606        | 9,85         |             |             |
| 3                    | René Baron*       |             | PS          | 4 084        | 25,04        | 5 526       | 37,89       |
| 3                    | Réjane Secher     |             | DVG         | 4 084        | 25,04        | 5 526       | 37,89       |
| 4                    | Michèle Jasak     |             | FN          | 3 487        | 21,38        |             |             |
| 4                    | Samuel Potier     |             | FN          | 3 487        | 21,38        |             |             |
|                      |                   |             |             |              |              |             |             |
| Inscrits             | Inscrits          | Inscrits    | Inscrits    | 32 728       | 100,00       | 32 731      | 100,00      |
| Abstentions          | Abstentions       | Abstentions | Abstentions | 15 519       | 47,42        | 16 788      | 51,29       |
| Votants              | Votants           | Votants     | Votants     | 17 209       | 52,58        | 15 943      | 48,71       |
| Blancs               | Blancs            | Blancs      | Blancs      | 636          | 3,70         | 872         | 5,47        |
| Nuls                 | Nuls              | Nuls        | Nuls        | 265          | 1,54         | 488         | 3,06        |
| Exprimés             | Exprimés          | Exprimés    | Exprimés    | 16 308       | 94,76        | 14 583      | 91,47       |
| * conseiller sortant |                   |             |             |              |              |             |             |

### Canton de Vertou
| Candidats            | Candidats           | Partis      | Partis      | Premier tour | Premier tour | Second tour | Second tour |
| Candidats            | Candidats           | Partis      | Partis      | Voix         | %            | Voix        | %           |
| -------------------- | ------------------- | ----------- | ----------- | ------------ | ------------ | ----------- | ----------- |
| 1                    | Rodolphe Amailland* |             | UMP         | 7 434        | 47,24        | 8 609       | 59,46       |
| 1                    | Agnès Paragot       |             | UDI         | 7 434        | 47,24        | 8 609       | 59,46       |
| 2                    | Hervé Leca          |             | FN          | 2 188        | 13,90        |             |             |
| 2                    | Nicole Mellet       |             | FN          | 2 188        | 13,90        |             |             |
| 3                    | Sophie Julé         |             | FG          | 1 794        | 11,40        |             |             |
| 3                    | Bernard Peysson     |             | EÉLV        | 1 794        | 11,40        |             |             |
| 4                    | Delphine Coat-Prou  |             | PS          | 4 322        | 27,46        | 5 869       | 40,54       |
| 4                    | Nejat Narinc        |             | PS          | 4 322        | 27,46        | 5 869       | 40,54       |
|                      |                     |             |             |              |              |             |             |
| Inscrits             | Inscrits            | Inscrits    | Inscrits    | 30 496       | 100,00       | 30 495      | 100,00      |
| Abstentions          | Abstentions         | Abstentions | Abstentions | 14 059       | 46,10        | 14 980      | 49,12       |
| Votants              | Votants             | Votants     | Votants     | 16 437       | 53,90        | 15 515      | 50,88       |
| Blancs               | Blancs              | Blancs      | Blancs      | 474          | 2,88         | 684         | 4,41        |
| Nuls                 | Nuls                | Nuls        | Nuls        | 225          | 1,37         | 353         | 2,28        |
| Exprimés             | Exprimés            | Exprimés    | Exprimés    | 15 738       | 95,75        | 14 478      | 93,32       |
| * conseiller sortant |                     |             |             |              |              |             |             |